# Въртекица
Въртекица (на македонска литературна норма: Вртекица; на албански: Vërtekica) е село в община Студеничани на Северна Македония.

## География
Селото се намира в областта Торбешия.

## История
В XIX век Въртекица е албанско село в Скопска каза на Османската империя. Според статистиката на Васил Кънчов от 1900 година Въртекица е населявано от 360 арнаути мохамедани.
След Междусъюзническата война в 1913 година селото попада в Сърбия.
На етническата си карта от 1927 година Леонард Шулце Йена показва Въртекица (Vrtekica) като албанско село.
Според преброяването от 2002 година Въртекица има 111 жители албанци.